# Ancy-le-Libre
 Ancy-le-Libre  es una población y comuna francesa, en la región de Borgoña, departamento de Yonne, en el distrito de Avallon y cantón de Ancy-le-Franc.

## Demografía
| 235 | 231 | 195 | 187 | 198 | 175 |
| Para los censos de 1962 a 1999 la población legal corresponde a la población sin duplicidades (Fuente: INSEE [Consultar]) |     |     |     |     |     |